# IIHF Continental Cup
IIHF Continental Cup je međunarodno europsko natjecanje za klubove u hokeju na ledu. Osnovano je 1997. nakon ukidanja IIHF Federation Cupa i Europskog kupa, kako bi klubovi prvaci slabije rangiranih liga i oni iz jačih liga koji se nisu uspjeli kvalificirati u Champions Hockey League imali međunarodno natjecanje. Između sezona 2000./01. i 2003./04. (nakon prestanka Europske lige i prije Super Sixa), u Continental Cupu  su sudjelovali i prvaci i najbolje momčadi iz najjačih europskih liga. Continental Cup se igra kroz više turnirskih faza.

## Pobjednici i drugoplasirani
| sezona    | pobjednik           | drugoplasirani                 |
| --------- | ------------------- | ------------------------------ |
| 1997.     | TJ VSŽ Košice       | Eisbären Berlin                |
| 1998.     | Ambrì-Piotta        | Košice                         |
| 1999.     | Ambrì-Piotta        | Eisbären Berlin                |
| 2000./01. | ZSC Lions Zürich    | London Knights                 |
| 2001./02. | ZSC Lions Zürich    | Milano Vipers                  |
| 2002./03. | Jokerit Helsinki    | Lokomotiv Jaroslavlj           |
| 2003./04. | Slovan Bratislava   | Gomel                          |
| 2004./05. | HKm Zvolen          | Dinamo Moskva                  |
| 2005./06. | Lada Toljati        | Riga 2000                      |
| 2006./07. | Junost Minsk        | Avangard Omsk                  |
| 2007./08. | Ak Bars Kazanj      | Riga 2000                      |
| 2008./09. | MHC Martin          | Dragons de Rouen               |
| 2009./10. | Red Bull Salzburg   | Junost Minsk                   |
| 2010./11. | Junost Minsk        | Red Bull Salzburg              |
| 2011./12. | Dragons de Rouen    | Junost Minsk                   |
| 2012./13. | Donbass Donjeck     | Metallurg Žlobin               |
| 2013./14. | Stavanger Oilers    | Donbass Donjeck                |
| 2014./15. | Neman Grodno        | Fischtown Pinguins Bremerhaven |
| 2015./16. | Dragons de Rouen    | Herning Blue Fox               |
| 2016./17. | Nottingham Panthers | Beibarys Atyrau                |

## Poveznice
- eurohockey.com, Continental Cup
- iihf.com, pobjednici Continental Cupa
- hockeyarchives.info
- Champions Hockey League
- Kup Europe u hokeju na ledu
- Liga prvaka
- Super Six
- European Trophy
- Spenglerov kup
- IIHF Federation Cup
- IIHF Superkup